# Налобинский сельский округ
Налобинский сельский округ (каз. Налобин ауылдық округі) — административная единица в составе Кызылжарского района Северо-Казахстанской области Казахстана. Административный центр — село Налобино. Аким сельского округа — Малкова Людмила Брониславовна.
Население — 1308 человек (2009, 1957 в 1999, 2250 в 1989).

## Состав
21 июня 2019 года было ликвидировано село Лебедки.
В состав округа входят такие населенные пункты:
| Населенный пункт | Население, человек (1989) | Население, человек (1999) | Население, человек (2009) |
| ---------------- | ------------------------- | ------------------------- | ------------------------- |
| Гайдуково, село  | 213                       | 175                       | 90                        |
| Дубровное, село  | 387                       | 376                       | 247                       |
| Лебедки, село    | 28                        | 19                        | 15                        |
| Налобино, село   | 1487                      | 1308                      | 938                       |
| Николаевка, село | 135                       | 79                        | 18                        |